# Digononts
Els digononts (Digononta) son una antiga classe de rotífers, avui en desús. Reunia les espècies amb dos ovaris, i s'oposava als monogononts, que només en presenten un. Als digononts els manca una lorica dura. Mentre la majoria de digononts viuen en hàbitats d'aigua dolça o marins, algunes espècies es troben en hàbitats terrestres humits. Aquesta classe es incloia els ordres dels bdel·loïdeus i els seisonacea.